# 青峰塔
青峰塔位于中国辽宁省朝阳市朝阳县西营子乡五十家子村西塔山顶上，1993年被列为辽宁省文物保护单位，2013年被列为第七批全国重点文物保护单位。
青峰塔建于辽代，为十三级密檐式砖塔，平面呈方形，空心，由塔台、基座、塔身、密檐组成，塔刹已毁，残高25米。塔台边长9米，高1.6米，基座高4.6米，塔身高约3米，南面有抱厦。